# Cascades Clamshell
Les cascades Clamshell són unes cascades situades al rierol Behana, situades a la regió de Cairns, Queensland (Austràlia).

## Localització
Les cascades es troben al Parc nacional Wooroonooran i baixen fins a la gorga Behana, per sota de les cascades Whites.